# Konwencja wrześniowa
Konwencja wrześniowa (wł. Convenzione di settembre) – traktat podpisany 15 września 1864 roku pomiędzy rządem Królestwa Włoch i Cesarstwa Francuskiego, który stanowił, że:
- Napoleon III Bonaparte zgadza się wycofać w ciągu dwóch lat wszystkie francuskie siły z Rzymu i Lacjum
- włoski rząd gwarantuje granice Państwa Kościelnego obejmującego przedmiotowy teren
- rząd włoski zgadza się przenieść stolicę z Turynu do Florencji, położonej w centrum kraju, co ma pokazać, że nie będzie dążyć do uczynienia Rzymu stolicą, co proklamowano wcześniej 27 marca 1861 roku

Traktat spotkał się ze sprzeciwem papieża Piusa IX, francuskich katolików i włoskich patriotów. Przenosiny stolicy do Florencji spotkały się z demonstracjami w całych Włoszech. Ostatnie wojska francuskie opuściły Rzym w grudniu 1866. Napoleon III miał nadzieję, że władze włoskie porozumieją się z papieżem i doprowadzą do ugody we wszystkich spornych kwestiach.
Papież odrzucił wszelkie propozycje ugody, co spowodowało, że w październiku 1867 grupa Włochów pod dowództwem Giuseppe Garibaldiego przeprowadziła inwazję Lacjum, ponosząc jednak klęskę pod Mentaną z rąk 2000 francuskich żołnierzy przysłanych w pośpiechu przez Napoleona III. Garnizon francuski powrócił do Rzymu.
W sierpniu 1870 roku wybuchła wojna francusko-pruska, którą Włochy wykorzystały do zajęcia ziem papieskich.
Aż do czasów traktatów laterańskich tzw. kwestia rzymska, tj. statusu Rzymu, pozostała punktem spornym pomiędzy Włochami i papiestwem.